# Seubersdorf (Weismain)
Seubersdorf ist ein Ortsteil von Weismain im Landkreis Lichtenfels im Regierungsbezirk Oberfranken in Bayern mit 93 Einwohnern.

## Geografische Lage
Der Stadtkern von Weismain liegt nordwestlich rund sieben Kilometer entfernt. Die Bundesautobahn 70, die in West-Ost-Richtung von Schweinfurt über Bamberg zur Bundesautobahn 9 verläuft, befindet sich drei Kilometer entfernt südlich des Dorfes.

## Geschichte
Die erste urkundliche Erwähnung war 1288, als der Bamberger Bischof Arnold von Solms das Dorf „Sibansdorf“ übergab.
Im Jahr 1959 wurde die katholische Kapelle St. Michael eingeweiht. Sie ersetzte eine alte Ortskapelle von 1883. Das Bauwerk entstand nach den Plänen des Lichtenfelser Kreisbaumeisters Werner Ruff. Der reich geschmückte Hochaltar und das Kirchengestühl wurden vom Vorgängerbau übernommen.

## Einwohnerentwicklung
Die Tabelle gibt die Einwohnerentwicklung von Seubersdorf der jüngeren Zeit wieder.
| Jahr | Einwohner | Quelle |
| ---- | --------- | ------ |
| 2012 | 110       | [ 4 ]  |
| 2013 | 110       | [ 5 ]  |
| 2015 | 105       | [ 6 ]  |
| 2018 | 93        | [ 1 ]  |